# ناچو پرز فریاس
ناچو پرز فریاس (انگلیسی: Nacho Pérez Frías; ۲۷ آوریل ۱۹۵۵ – ۳۰ مارس ۲۰۱۸) بازیکن فوتبال اهل اسپانیا بود.
وی همچنین در تیم ملی فوتبال زیر ۱۸ سال اسپانیا بازی کرده‌است.